# Rudolf Karpiniec
Rudolf Karpiniec (ur. 5 października 1886 w Siemianówce, pow. lwowskim, zm. 22 czerwca 1975 w Cieszynie) – prawnik, działacz społeczny.

## Życiorys
Był synem Atanazego i Ludwiki z Lutzów. Ukończył gimnazjum w Jaśle oraz studia prawnicze i politologiczne na Uniwersytecie Lwowskim. W latach 1911–1912 był auskultantem, w latach 1912–1914 adiunktem/sędzią c. k. Sądu Powiatowego w Dukli. Praktykę odbywał także w sądach w Jaśle, Gorlicach i Nowym Sączu. W 1919 został naczelnikiem Sądu Powiatowego w Jabłonkowie. Później był naczelnikiem Sądu Powiatowego w Cieszynie, sędzią Sądu Okręgowego w Cieszynie, sędzią Sądu Apelacyjnego w Katowicach, prezesem Sądu Okręgowego w Cieszynie (od lutego 1934 do czerwca 1939), a po przejściu na emeryturę notariuszem w Cieszynie.
W 1927 roku orzekał w tzw. "procesie stulecie" o dobra Komory Cieszyńskiej wytoczonym przez przedstawicieli dynastii Habsburgów.
Autor Włościańskich zwyczajów spadkowych na Śląsku Cieszyńskim (1928).
Od 8 lutego 1918 był mężem Walerii ze Stankiewiczów (1892–1965).
Zmarł 22 czerwca 1975 w Cieszynie. Pochowany na Cmentarzu Komunalnym w Cieszynie (sektor XI-B-7).

## Ordery i odznaczenia
- Złoty Krzyż Zasługi (23 czerwca 1927)[4]